# Emboscada de San José del Guaviare
La Emboscada en San José del Guaviare fue un ataque de las Disidencias de las FARC-EP al Ejército Nacional de Colombia perpetrado el 27 de abril de 2025, dejando 7 militares muertos y 6 secuestrados, los cuales fueron liberados horas después por la respuesta de la Fuerza Pública.

## Acontecimiento
El 27 de abril de 2025 fue tacado un pelotón del Batallón de Infantería N.° 22 Joaquín París de la Brigada 22 de la Cuarta División del Ejército Nacional de Colombia, encargado de la seguridad de los Antiguos Espacios Territoriales de Capacitación y Reincorporación (Aetcr) de Charras, fue por integrantes de la estructura John Linares, del grupo armado organizado residual Jorge Suárez Briceño de las Disidencias de las FARC-EP lideradas por alias "Calarcá". Las disidencias de las FARC-EP se adjudicaron el ataque. El ataque dejo 7 soldados muertos y 5 secuestrados que fueron liberados horas después tras la presión de la Fuerza Pública. Se denunció la presencia de civiles impidiendo operaciones de la Fuerza Aeroespacial Colombiana luego del ataque.

## Reacciones
El presidente Gustavo Petro lamento lo ocurrido y solicitó la creación de una comisión para evaluar el ataque.
El ministro de defensa Pedro Arnulfo Sánchez condenó el ataque.